# Dignes, dingues, donc...
Albums de Véronique Sanson
Les années américaines (tournée 2015)
(2016) Duos volatils
(2018)
Dignes, dingues, donc... est le quinzième album studio de Véronique Sanson. Il sort en novembre 2016.
Le premier single, Et je l'appelle encore, est dévoilé en septembre 2016. En février 2017, un deuxième single est extrait, Ces moments-là. Au 1er mars 2017, l'album cumule 85 000 ventes en France. Il s'est classé directement no. 1 en Suisse romande à sa sortie.

## Titres
| No  | Titre                              | Paroles                                   | Musique                             | Durée |
| --- | ---------------------------------- | ----------------------------------------- | ----------------------------------- | ----- |
| 1.  | Dignes, dingues, donc...           | Véronique Sanson                          | Véronique Sanson                    | 2:56  |
| 2.  | Docteur Jedi et Mr Kill            | Véronique Sanson                          | Chris Stills                        | 4:32  |
| 3.  | Et je l'appelle encore             | Véronique Sanson                          | Mehdi Benjelloun                    | 3:25  |
| 4.  | Ces moments-là                     | Bernard Swell                             | Bernard Swell                       | 3:13  |
| 5.  | L'Écume de ma mémoire              | Véronique Sanson, Violaine Sanson-Tricard | Violaine Sanson-Tricard             | 3:00  |
| 6.  | Des X et des I grecs               | Véronique Sanson                          | Véronique Sanson                    | 3:16  |
| 7.  | Sans foi ni loi                    | Véronique Sanson                          | Véronique Sanson                    | 3:37  |
| 8.  | Zéro de conduite (en duo avec Zaz) | Véronique Sanson                          | Mehdi Benjelloun                    | 3:12  |
| 9.  | Et s'il était une fois             | Véronique Sanson                          | Dominique Bertram                   | 3:27  |
| 10. | La Loi des poules                  | Véronique Sanson                          | Véronique Sanson, Dominique Bertram | 2:42  |

## Musiciens
- Frédéric Gaillardet : claviers / accordéon
- Basile Leroux : guitares
- Dominique Bertram : basse / piccolo basse
- Loïc Pontieux : batterie / percussions
- Éric Filet, Mehdi Benjelloun : chœurs
- Laurent Compignie : claviers additionnels / orgue
- Mehdi Benjelloun : wurlitzer / piano électrique
- Yannick Soccal : saxophone
- Bernard Camoin : trombone
- François Constantin : cuica
- Cyril Garac : violon
- Béatrice Gendek : alto
- Lionel Allemand : violoncelle
- Pierre Blanchard : violon
- Thomas Dutronc : guitare rythmique et solo (sur L'écume de ma mémoire)
- Hervé Brault : guitare additionnelle (sur L'écume de ma mémoire) / guitare nylon, cavaquinho (sur Et s'il était une fois)
- Franck Sitbon : piano (sur Des X et des I grecs et La loi des poules)
- Véronique Sanson : claviers (sur Des X et des I grecs)
- Laurence Saltiel, Sophie Uvodic, Magali Bonfils, Franck Sitbon, Tony Bonfils, Olivier Constantin : chœurs  (sur La loi des poules)